# Бакланская сотня
Бакла́нская со́тня — административно-территориальная и войсковая единица в составе Стародубского полка Гетманщины, существовавшая в XVII—XVIII веках.
Центр — местечко Баклань.

## История
Бакланская сотня была сформирована около 1670 года из северной части Погарской сотни, с присоединением нескольких сёл из Почепской и полковой Стародубской сотен. Старожилы села Михайловска в 1729 году показали, что «Петр Рославец разделил надвое сотню Погарскую и учинил из оной другую сотню Бакланскую». Это случилось во время гонений Рославца на погарского сотника Еремеенка, когда последний поехал жаловаться на полковника гетману в Батурин.
Выйдя из подчинения Погарской сотни, бакланцы выбрали себе сотником Михайлу Морского, который упомянут на этой должности при избрании Самойловича в гетманы (1672).
В первой четверти XVIII века Бакланская сотня пережила тревожный момент, когда А. Д. Меншиков пытался при помощи бывшего бакланского сотника Андрея Гудовича присоединить эту сотню к своим почепским владениям и тем самым закрепостить здешних казаков.
Крестьянское население Бакланской сотни, не попавшее в частное владение старшины, частью отбывало повинности на бакланскую «ратушу», а частью входило в состав Храповской волости, принадлежавшей к гетманским ранговым имениям. Храповская волость отдана была Скоропадским Меншикову в дополнение к Почепу, но была возвращена после упразднения почепского межевания. Затем, при Апостоле, центр здешних гетманских имений перенесен был в Баклань, где находился один из гетманских «дворцов», к которому впоследствии приписаны были и имения бакланской ратуши.
По смерти Апостола, Бакланская волость взята была «в казну» и оставалась в ней до 1741 года, когда в августе была отдана тайному советнику И. И. Неплюеву, вслед за назначением его правителем Малороссии. С восшествием на престол императрицы Елизаветы, Неплюев был отрешен от должности, и Бакланская волость в августе 1742 отдана была Алексею Разумовскому, но и у последнего оставалась не более года: когда в 1743 Разумовскому пожалованы были миниховские имения, Баклань была от него отобрана и приписана к дворцовым имениям. Наконец, по именному указу от 17 февраля 1760 года, Баклань вместе с Батуриным и Почепом отдана была Кириллу Разумовскому «в вечное и потомственное владение».
По упразднении полкового и сотенного деления (с 1782), территория Бакланской сотни вошла в состав Погарского уезда, а позднее оказалась разделена между Стародубским и Мглинским уездами. В настоящее время — территория Брянской области России.

## География и население
Местность Бакланской сотни занимала берега Судости в пределах её притоков Бойны и Деревейны. Поселения Бакланской сотни расположены преимущественно среди высоких холмов, прорезанных двумя упомянутыми речками и их притоками; такое расположение этих поселений указывает на их давнее возникновение, относящееся к древнерусскому и даже более раннему времени (см. Юдиново).
Бакланская сотня была невелика по площади, но достаточно густо населена и почти лишена значительных лесных массивов.

## Административное деление
Сотня подразделялась на несколько казачьих куреней. По состоянию на 1732 год, в Бакланскую сотню входили следующие курени:
- городовой Бакланский (центр — местечко Баклань)
- Ковалевский (центр — с. Ковалево)
- Савостьяновский (с. Савостьяны)
- Кожемяцкий (д. Кожемяки)
- Гарянский (с. Гаряны)
- Жоровлянский (д. Жоровлёв)

## Основные населённые пункты
- местечко Баклань.

- сёла: Балыкин, Ковалев, Вяльки, Старое Задубенье, Юдинов, Савостьяны, Михайловск, Ивайтёнки, Гаряны (Агаряны), Татищев, Котляков.

- деревни: Прирубки, Рожки, Шняки, Бучки, Шершевичи, Новое Задубенье, Храповка, Долботов, Вязовск, Плевки, Пукосин, Лапин, Кожемяки, Коростелёв, Жоравлёв, Щокотов, Рудня, Дягов, Нельжичи, Шираевка.

## Бакланские сотники
- Михайло Морский, 1672.
- Терентий Гаврилович Ширай, 1679—1693.
- Иван Федорович Молчан, 1702—1706.
- Андрей Павлович Гудович, 1709—1710.
- Леонтий Яковлевич Галецкий, 1710—1711.
- Антип Соколовский, 1712—1727.
- Леонтий Яковлевич Галецкий, 1727.
- Василий Петрович Косач, 1732—1755.
- Михайло Васильевич Губчиц, 1756—1765.
- Николай Ноздря, 1774—1781.